# Chlamydophila pneumoniae
A Chlamydophila pneumoniae, anteriormente conhecida como Chlamydia pneumoniae, é uma bactéria gram-negativa, um parasita obrigatório intracelular e um dos principais agentes causadores de pneumonia, bronquite e faringite bacterianas. A sequência do genoma desta espécie foi publicada em 1999.  

## Classificação
Foi identificado pela primeira vez em Taiwan e nomeado TW-183, depois nos EUA em Seatle onde recebeu o nome de AR-39. Quando identificatam que era o mesmo micro-organismo passou a ser denominado TWAR (Taiwan acute respiratory agent).

## Ciclo de vida
Em sua forma elementar, é resistente ao estresse ambiental podendo sobreviver algumas horas fora do organismo. Ao ser fagocitada por uma célula, modifica seu corpo para sua forma reticular, resistente aos lisossomos onde começa a se replicar dentro do endossoma. Ao retornar a sua forma elementar, matam as células infectadas e se espalham para as células vizinhas. O período de incubação na infecção por C. pneumoniae é de várias semanas. 

## Patologias
A Chlamydophila pneumoniae infecta seres humanos causando diversas doenças respiratórias. No pulmão é considerada como uma infecção atípica, pois a típica é a causada pelo Streptococcus pneumoniae.
- Bronquite
- Pneumonia atípica
- Faringite
- Sinusite
- Aterosclerose [2] [3]
- Esclerose múltipla [4]

Infecção crônicas estão associadas a processos degenerativos cardiovasculares e cerebrais, assim como com um risco aumentado de câncer de pulmão. 
Sua infecção aguda costuma ser confundida com asma.  

## Transmissão
É transmissível pela saliva, por contacto interpessoal com as mucosas e através da inalação de aerossóis contaminados.

## Epidemiologia
Através de análises da resposta imunológica (IgA e IgG) estima-se que entre 19 e 32% das crianças, 47% e 67% dos adultos e 80% dos idosos já tenham sido infectados por essa bactéria. Provavelmente mais de uma vez ao longo da vida. É mais comum em homens. 

## Tratamento
Pode ser eliminada com o uso de antibióticos macrolídeos.

## Em outros animais
Esta espécie causa também doenças em koalas, cobras-papagaio, e outros tipos de répteis como iguanas e tartarugas.